# Психологічний опір
Психологі́чний о́пір — явище яке досить часто зустрічається в психологічній клінічній практиці, при якому пацієнт прямо чи опосередковано противиться зміні своєї поведінки або відмовляється обговорювати, згадувати, або думати про очевидно клінічно значущі переживання.